# Dianthus prilepensis
Dianthus prilepensis är en nejlikväxtart som beskrevs av K. Micevski. Dianthus prilepensis ingår i släktet nejlikor, och familjen nejlikväxter. Inga underarter finns listade i Catalogue of Life.